# Elefantstigen
Elefantstigen (engelska originalets titel: Elephant Walk) är en amerikansk dramafilm från 1954, regisserad av William Dieterle. I huvudrollerna ses Elizabeth Taylor, Dana Andrews och Peter Finch. 

## Rollista (urval)
| Skådespelare     | Roll        |
| ---------------- | ----------- |
| Elizabeth Taylor | Ruth Wiley  |
| Dana Andrews     | Dick Carver |
| Peter Finch      | John Wiley  |
| Abraham Sofaer   | Appuhamy    |
| Abner Biberman   | Dr. Pereira |